# N'Gouraba
N'Gouraba is een gemeente (commune) in de regio Koulikoro in Mali. De gemeente telt 17.700 inwoners (2009).
De gemeente bestaat uit de volgende plaatsen:
- Bacoumana
- Bassian
- Bini
- Dianicoro
- Diban
- Dionon-Coblé
- Farissoumana
- Kinsika
- Koni
- Mogoyacoungo
- N'Gouraba
- Nioko
- Souni